# Antonio Caggiano
Antonio Caggiano (30. januar 1889 i Coronda i Argentina – 23. oktober 1979 i Buenos Aires) var en af Den katolske kirkes kardinaler, og var biskop af Rosario 1934-1959, og ærkebiskop af Buenos Aires 1959-1975.
Han blev kreeret til kardinal af pave Pave Pius 11. i 1946.
I 1955 blev han forfulgt af Juan Perons regering.
Han deltog under Det andet Vatikankoncil 1962-1965.